# Киселёв, Дмитрий Игоревич
Дми́трий И́горевич Киселёв (5 июня 1978 года, Москва) — российский кинорежиссёр и клипмейкер.

## Биография
Родился 5 июня 1978 года в Москве. Окончил Московский технический университет связи и информатики.
Работает в команде Тимура Бекмамбетова с 1997 года.
Режиссёр кинофильмов «Ёлки 2», «Чёрная Молния» (в соавторстве с Александром Войтинским), «Джентльмены, удачи!» (в соавторстве с Александром Барановым).
Режиссёр рекламных роликов для брендов «Ренессанс страхование», «Формула Кино», «Пепси», «Балтимор», «Heineken», «Стрелец», «Райффайзенбанк», «Билайн» и других.
Режиссёр музыкального видео для Чичериной («Уходя-уходи»), «Ю-Питер» (Вячеслав Бутусов) («Девушка по городу»), Дельта («Опасен, но свободен»).
Режиссёр промороликов для кинофильмов «Дневной Дозор» и «Особо опасен».
Режиссёр монтажа более 200 рекламных роликов, музыкальных клипов и шести теле- и кинофильмов: «Наши 90-е» (8 серий), «Гладиатрикс», телефильм «ГАЗ — Русские Машины», «Ночной Дозор», «Дневной Дозор», «Ирония судьбы. Продолжение». В 2007 году за свою работу в фильме «Дневной Дозор» был удостоен премии «Золотой орёл» за лучший монтаж.
Режиссёр второй группы на фильмах «Дневной Дозор», «Ирония судьбы. Продолжение», «Особо опасен». Супервайзер визуальных эффектов на фильмах «Ночной Дозор», «Дневной Дозор», «Ирония судьбы. Продолжение», «Особо опасен» (часть, за которую отвечала компания Базелевс).
В 2017 году выпустил фильм «Время первых».
С 2018 года является членом Европейской киноакадемии EFA.

## Фильмография

### Режиссёр
- 2009 — Чёрная молния
- 2010 — Ёлки
- 2011 — Ёлки 2
- 2012 — Джентльмены, удачи!
- 2013 — Ёлки 3
- 2014 — Ёлки 1914
- 2015 — Лондонград (1-4 серии)
- 2016 — Кости (4-6 серии)
- 2017 — Время первых[2]
- 2017 — Ёлки новые
- 2019 — Чернобыль: Зона отчуждения. Финал
- 2022 — Мира[3]
- 2025 (в производстве) — Арсеньев (сериал)

### Клипы
- Чичерина — «Уходя-уходи»
- Ю-Питер (Вячеслав Бутусов) — «Девушка по городу»
- Дельта — «Опасен, но свободен».
- Женя Любич — «Метелица»

## Награды
- 2017 — Приз фестиваля «Золотой витязь» — бронзовый витязь за фильм «Время первых».
- 2017 — Гран-при фестиваля «Виват кино России!» за фильм «Время первых».
- 2007 — премия «Золотой орёл» за лучший монтаж фильма (фильм «Дневной Дозор»)[4].
- 2006 — премия MTV Movie Awards в категории «Самая зрелищная сцена — разрушение города» (фильм «Дневной Дозор»).